# ان‌جی‌سی ۳۲۲۶
ان‌جی‌سی ۳۲۲۶(به انگلیسی: NGC 3226) یک کهکشان بیضوی کوتوله است که با کهکشان مارپیچی ان‌جی‌سی ۳۲۲۷ برهنم‌کنش دارد. این کهکشان در صورت فلکی شیر قرار دارد.